# Oulad Teïma
Oulad Teïma är en stad i Marocko och är belägen i provinsen Taroudannt som är en del av regionen Souss-Massa. Folkmängden uppgick till 89 387 invånare vid folkräkningen 2014.